# Утрехтская уния старокатолических церквей
Утрехтская Уния старокатолических церквей (нем. Utrechter Union der Altkatholischen Kirchen) — ассоциация независимых национальных старокатолических церквей, которые признают между собой полное общение. Члены Утрехтской Унии старокатолических церквей имеют единое догматическое вероучение.

## История
Утрехтская Уния старокатолических церквей является результатом подписания «Конвенции Утрехта» 24 сентября 1889 года старокатолическими епископами Нидерландов, Швейцарии и Германии. Подписание объединительного договора произошло в городе Утрехте, по названию которого и стала называться это церковное сообщество. В 1889 году в Утрехтскую Унию вступила Австрийская старокатолическая церковь. В 1897 году к Унии присоединилась Польская католическая церковь в Чикаго, в 1907 году — Польско-католическая церковь. В 1909 году в Унию вступила Старокатолическая мариавитская церковь в Польше (в 1924 года исключена из Унии, с 1928 года имеет статус наблюдателя). После падения австрийской империи из Австрийской старокатолической церкви выделились Старокатолическая церковь Чехословакии и Старокатолическая церковь Югославии (в настоящее время не существуют). Эти церкви были приняты в Утрехтскую Унию в 1924 году. В 1959 году в Унию вошла Народная Католическая церковь в Польше. После образования независимых Чехии и Словакии в Унию в 2000 году были приняты Чешская старокатолическая церковь и Словацкая старокатолическая церковь.
В 2003 году, когда члены Утрехтской Унии решили рукополагать женщин и благословлять гомосексуальные пары, из Унии вышли Словацкая старокатолическая церковь и Народная Католическая церковь в Польше.

## Организационная структура Утрехтской Унии
Основополагающим документом Утрехтской Унии является «Конвенция Утрехта», которая состоит из «Декларации», «Соглашения» и «Правил». «Декларация» описывает догматические основы, общие для всех подписавших «Конвенцию» старокатолических церквей. Этот раздел до сих пор не изменялся. «Соглашение» является совместным заявлением старокатолических епископов, которые подтверждают полное церковное общение между участниками Утрехтской Унии. «Правила» описывают административные аспекты функционирования сообщества старокатолических церквей. 25 мая 2000 года «Соглашение» и «Правила» были изменены на совместной конференции во Вроцлаве, Польша и объединены в общий документ, который стал называться «Положение о старокатолических епископах Объединённого Утрехтского Союза».
Управляющим органом Утрехтской Унии старокатолических церквей является Международная Конференция старокатолических епископов (Internationale Altkatholische Bischofskonferenz, Internationale Bisschoppen Conferentie). В настоящее время председателем этой конференции является архиепископ Утрехта. В силу Устава все епископы должны голосовать в случае изменения в области вероучения и церковной дисциплины. Конференция собирается не реже одного раза в год.
Утрехтская Уния организует международные конгрессы (Internationaler Altkatholikenkongress), которые проходят раз в четыре года. В конгрессах принимают участие миряне, которые имеют только представительский статус.
С 1892 года Утрехтская Уния издаёт совместный журнал «Internationale Zeitschrift Kirchliche», с 1959 года в Мангейме работает «Международная Старокатолическая Информационная Служба» (Informationsdienst Altkatholische Internationale).
С 1950 года Утрехтская Уния организует международные конференции старокатолических богословов (Internationale Altkatholische Theologenkonferenz).

## Экуменизм
Утрехтская Уния ведёт экуменический диалог с протестантскими общинами. С 1966 года отдельные старокатолические церкви проводят экуменический диалог с Римско-Католической Церковью. Предпринимаются безуспешные попытки общения с Православными церквями.
С 1931 года существует полное общение Утрехтской Унии с Англиканской церковью. Позднее было установлено полное общение с Независимой Филиппинской церковью и Старокатолической церковью мариавитов в Польше.
В 2016 году установлено общение с Лютеранской церковью Швеции.

## Список участников Утрехтской Унии старокатолических церквей
- Христианско-католическая церковь Швейцарии
- Польско-католическая церковь
- Австрийская старокатолическая церковь
- Голландская старокатолическая церковь
- Германская старокатолическая церковь
- Чешская старокатолическая церковь

## Источник
- Декларация Утрехта (англ.)
- Christian Flügel: Die Utrechter Union und die Geschichte ihrer Kirchen; Norderstedt: Verlag Books on Demand, 2006; ISBN 3-8334-6069-5;
- Ян Канты-Скупински «SEMPER REFORMANDA»: Старокатолики и старокатолицизм